# Perdido River
Der Perdido River, auch historisch als Rio Perdido oder unter seinem einheimischen Namen Cassaba bekannt, ist ein 105,3 km langer Fluss in den US-Bundesstaaten Alabama und Florida.
Der Perdido, ein als „Outstanding Florida Waters“ (Hervorragende Gewässer Floridas) ausgewiesener Fluss, bildet fast auf seiner gesamten Länge einen Teil der Grenze zwischen den beiden Bundesstaaten und mündet in den Golf von Mexiko. Im frühen 19. Jahrhundert spielte er eine zentrale Rolle in einer Reihe wechselnder Grenzziehungen und Streitigkeiten zwischen Frankreich, Spanien, Großbritannien und den Vereinigten Staaten.

## Verlauf
Er entspringt im Südwesten Alabamas im Escambia County, etwa 13 km nordwestlich von Atmore. Er fließt rund 8 km nach Süden, dann bildet er den restlichen Teil der Grenze zwischen Alabama und Florida. Er verläuft überwiegend in östlich-südöstlicher Richtung in einem gewundenen Lauf und mündet am Nordende des Perdido Bay in den Golf von Mexiko, etwa 16 km westlich von Pensacola.

## Name
Das Wort „perdido“ ist Spanisch für „verloren“.

## Geschichte
Von 1682 bis 1763 bildete der Perdido die Grenze zwischen der französischen Kolonie Louisiana und der spanischen Kolonie Florida. Nach dem britischen Sieg über Frankreich im Siebenjährigen Krieg erhielt Großbritannien das französische Kolonialgebiet zwischen dem Mississippi River und dem Perdido River sowie die spanische Kolonie Florida, während Spanien das ehemals französische Gebiet westlich des Mississippi und die Stadt New Orleans erhielt. Die Briten teilten ihre neu erworbene Kolonie in Westflorida und Ostflorida am Apalachicola River, dessen Hauptzufluss, der Chattahoochee River, heute einen großen Teil der Grenze zwischen Alabama und Georgia sowie einen kleinen Teil der Grenze zwischen Florida und Georgia bildet.
Zwanzig Jahre später, im Rahmen des Vertrags von Paris, gab Großbritannien ganz Florida an Spanien zurück, womit Spanien die gesamte Golfküste kontrollierte. Spanien behielt dabei die von den Briten eingeführten Bezeichnungen West- und Ostflorida bei.
Im Jahr 1800, im Rahmen des Dritten Vertrags von San Ildefonso, gab Spanien die Kolonie Louisiana an Frankreich zurück, behielt jedoch die Kontrolle über die Gebiete östlich des Mississippi (außer New Orleans). 1803 verkaufte Frankreich Louisiana (Neufrankreich) im Louisiana Purchase an die Vereinigten Staaten.
Es kam zu einem Grenzstreit zwischen den USA und Spanien: Die USA beanspruchten das Land westlich des Perdido River als Teil der ursprünglichen Kolonie Louisiana (Neufrankreich), während Spanien argumentierte, dass nur der Teil Louisianas westlich des Mississippi an Frankreich zurückgegeben worden sei. Die Golfküste südlich des 31. Breitengrades zwischen dem Mississippi und dem Perdido blieb zwischen den beiden Nationen umstritten. 1810 erklärte die Republik Westflorida erfolgreich ihre Unabhängigkeit von einem geschwächten Spanien. Neunzig Tage später marschierten US-Truppen in die Hauptstadt St. Francisville (Louisiana) ein und annektierten die Nation. Diese Aktion reichte jedoch nicht bis zum Perdido River.
Während des Britisch-Amerikanischen Krieges (1812–1815) besetzten US-Truppen Mobile und zwangen die spanischen Beamten dort zur Kapitulation. Etwa ein Jahr später verteidigten US-Garnisonen Küstenforts gegen britische Angriffe und versuchten, die Eroberung von New Orleans durch die britische Armee zu verhindern. Dieses Küstengebiet (die heutigen Golfküsten von Mississippi und Alabama) westlich des Perdido River wurde von den Vereinigten Staaten in das Mississippi-Territorium eingegliedert. 1817 wurde aus dem östlichen Teil dieses Territoriums das Alabama-Territorium gebildet.
Der Streit mit Spanien wurde schließlich 1819 mit dem Adams-Onís-Vertrag beigelegt, in dem Spanien ganz Florida an die Vereinigten Staaten abtrat. Der Vertrag wurde von der spanischen Regierung erst ein paar Jahre später ratifiziert. 1822 wurde das Florida-Territorium gegründet, mit dem Perdido River als (Küsten-)Grenze zum neuen Bundesstaat Alabama.